# Comuna Mîhailivka, Berezivka
Cervonovolodîmîrivka (în ucraineană Червоноволодимирівка) este o comună în raionul Berezivka, regiunea Odesa, Ucraina, formată din satele Iurkove, Kotovske și Mîhailivka (reședința).

## Demografie
Componența lingvistică a comunei Cervonovolodîmîrivka
     Ucraineană (96,04%)
     Rusă (1,5%)
     Bulgară (1,09%)
     Alte limbi (0,83%)
Conform recensământului din 2001, majoritatea populației comunei Cervonovolodîmîrivka era vorbitoare de ucraineană (96,04%), existând în minoritate și vorbitori de rusă (1,5%) și bulgară (1,09%).